# Herbert Günther (Schriftsteller, 1906)
Herbert Karl Bernhard Günther (* 26. März 1906 in Berlin; † 19. März 1978 in München) war ein deutscher Schriftsteller, Lyriker und Herausgeber. Bekannt wurde er als Biograf von Joachim Ringelnatz, den er persönlich kannte.

## Leben
Günther wurde als Sohn des Fabrikanten Robert Günther und der Liesbeth geb. Bahs in der elterlichen Wohnung in der Prinzenstraße 36 in der Luisenstadt geboren.
Aufsehen erregte Günther 1929 mit Hier schreibt Berlin. Eine Anthologie von heute, die vor allem die literarische Moderne repräsentierte. Fünfzig Autoren von Rang wie Alfred Döblin, Lion Feuchtwanger, Paul Gurk, Heinrich Eduard Jacob, Erich Kästner, Alfred Kerr, Ernst Lissauer, Heinrich Mann, Joachim Ringelnatz, Kurt Tucholsky, Carl Zuckmayer oder Arnold Zweig konnte er darin vereinen. 1933 wurde die Anthologie verboten und verbrannt.
1934 heiratete er Elena Günther, eine bekannte Pianistin, deren Stiefvater, Alexander Glasunow (1865–1936), wiederum ein russischer Komponist und Direktor des Sankt Petersburger Konservatoriums war.
Seit 1961 lebte Günther in München, wo er für eine Zeit lang auch Präsident der Gesellschaft der Bibliophilen war.

## Arbeit mit Max Dessoir
Walther Amelung schildert in seinen Lebenserinnerungen die Arbeit Günthers mit Max Dessoir, nachdem dieser in Königstein im Taunus sesshaft geworden war und erwähnt, dass Günther in seinem Drehbühne der Zeit ein fesselndes Bild vom „alten Dessoir“ gegeben hätte. Nach dem Tode von Gerhart Hauptmann „gestaltete Dessoir, unterstützt durch H. Günther, der aus >Hanneles Himmelfahrt< vorlas, in unserem Hause eine eindrucksvolle Gedächtnisfeier für den grossen Dichter, aus seiner jahrzehntelangen persönlichen Bekanntschaft mit ihm.“

## Ehrungen
- 1972: Schwabinger Kunstpreis
- 1975: Tukan-Preis
- 1976: Großes Verdienstkreuz der Bundesrepublik Deutschland

## Werke
- Hier schreibt Berlin. Eine Anthologie von heute. Berlin: Internationale Bibliothek, 1929. Neuausgaben: München: Paul List Verlag, 1963; Berlin: Fannei & Walz Verlag, 1989, ISBN 3-927574-01-5; Berlin: Ullstein Buchverlag, 1998, ISBN 3-548-24513-7.
- Drehbühne der Zeit. Freundschaften, Begegnungen, Schicksale (Autobiographie). Hamburg: Christian Wegner Verlag, 1957.
- Glückliche Reise. Heiteres Wissen von den Reisegenüssen. München: Paul List Verlag, o. D. [1964].
- Das unzerstörbare Erbe. Essays über Dichter der Weltliteratur. Wiesbaden: Harrassowitz Verlag, 1973, ISBN 978-3-447-02146-3.
- Biografisches Fragment in Alexander Glasunow Sein Leben in Bildern und Dokumenten von Detlef Gojowy, München: Paul List Verlag, 1986, ISBN 3-471-77644-3.